# معهد ستيفنز للتقنية
معهد ستيفنز للتقنية ، (بالإنجليزية: Stevens Instutite of Technology)‏ مؤسسة أكاديمية خاصة، وتقع في بولاية نيوجيرسي بمدينة هوبوكين. كما يوجد فرع للجامعة بمدينة واشنطن العاصمة.
أسست الجامعة عام 1870 بتبرع من قبل إدوين أغسطس ستيفنز. تعتبر الجامعة موطناً لعدة مراكز تميز بحثية منشئة من قبل وزارة الدفاع والأمن القومي الأمريكية . وهنالك اثنان من خريج وعضو هيئة تدريس بالجامعة حاصلين على جائزة نوبل للسلام واحدة في الفيزياء والأخرى في الكيمياء.
وتشتهر الجامعة بقوة برنامجها في التدريب المنتهي بالتوظيف حيث يعتبر خريجها من أفضل 5 جامعات من حيث افضلية الرواتب لخريجي التخصصات الهندسية منها.